# Laktatacidos
Laktatacidos, även kallat mjölksyraförgiftning, är ett tillstånd av metabol acidos som kan drabba typ 2-diabetiker som behandlas med metformin.
Om patientens njurfunktion sjunker ackumuleras substansen och en laktatacidos kan uppkomma. En äldre typ 2-diabetiker som behandlas med metformin som blir akut sjuk med allmänpåverkan och kreatininstegring skall misstänkas vara drabbad. 

## Symptom
Vanliga symtom är hyperventilation, kräkningar och diffus buksmärta. Diagnos ställs med analys av laktat i plasma.

## Behandling
Kräver ibland intensivvård med volymsubstitution av vätska, insulin och bikarbonat. Allvarliga fall kan kräva hemodialys.